# 認識基準
認識基準（にんしききじゅん）とは、会計学において、収益や費用を財務諸表に計上すべき時期について判断する基準のことである。現金基準、発生基準、実現基準、実現可能基準、決定的事象基準 等がある。

## 関連
- 収益認識